# I Love You's
«I Love You's» es una canción de la cantante estadounidense Hailee Steinfeld, se estrenó el 26 de marzo de 2020 por Republic Records. La canción muestra «No More I Love You's» de Annie Lennox, por lo que David Freeman y Joseph Hughes fueron acreditados como compositores. La canción sirve como el segundo sencillo del próximo proyecto de dos partes de Steinfeld, la cual se lanzará el 1 de mayo de 2020.

## Antecedentes
Steinfeld lanzó la portada de un álbum, y dejó caer el nombre de la canción en Instagram el 24 de marzo de 2020, con el título «I Love You's • 26 de marzo». Steinfeld habló con EW sobre lo que inspiró la canción: «Pasé por una ruptura y no me di el tiempo suficiente para sanar de eso antes de entrar en otra relación. No me di cuenta de la importancia de eso».

## Composición
La canción presenta "sintetizadores flotantes" y "ritmos peppy". Líricamente, aborda el amor propio y la esperanza.

## Vídeo musical
Un video lírico, creado por Katia Temkin, acompañó el lanzamiento de la canción. Steinfeld codirigió el video musical oficial de la canción con Sarah McColgan.

## Créditos y personal
Créditos adaptados de Tidal.
- Hailee Steinfeld – voz
- David Stewart – composición, producción, programación
- David Freeman – composición
- Jessica Agombar – composición
- Joseph Hughes – composición
- Sarah Griffiths – composición
- John Hanes – ingeniería
- Randy Merrill – masterización
- Serban Ghenea – mezcla

## Historial de lanzamiento
| País      | Fecha               | Formato                     | Discográfica | Ref    |
| --------- | ------------------- | --------------------------- | ------------ | ------ |
| Varios    | 26 de marzo de 2020 | Descarga digital, Streaming | Republic     | [ 13 ] |
| Australia | 27 de marzo de 2020 | Contemporary hit radio      | Universal    | [ 14 ] |